# Don Quixote (film fra 1926)
 For alternative betydninger, se Don Quixote (flertydig). (Se også artikler, som begynder med Don Quixote)
Don Quixote er en dansk stumfilm fra 1926 med instruktion og manuskript af Lau Lauritzen Sr.. Filmen er baseret på Miguel de Cervantes Saavedras to romaner om Don Quixote fra 1605 og 1615. Hovedrollerne spilles af makkerparret Carl Schenstrøm og Harald Madsen, bedre kendte som Fyrtårnet og Bivognen,

## Handling
Et spansk ordsprog siger, at en lærke, der vil flyve over La Mancha, må tage proviant med. I denne egn boede engang en fattig landadelsmand, Don Quixote, sammen med sin gamle husbestyrerinde og sin søsterdatter. Han brugte næsten al sin tid til læsning af ridderromaner, og sådan gik han op i det, han læste, at han glemte at passe sit gods. Al denne læsning i forbindelse med nattevagten tog i den grad på hans hjerne, at det gik ud over hans sunde sans, og hans hoved var bogstavelig fuldt af kamp- og kærlighedseventyr, trolderi og alskens dårskaber, lige som i romanerne. Så en dag får han en idé. Han bilder sig ind, at han for sin ære og sit fædrelands skyld er nødt til at genoprette de vandrende ridderes orden, og at han som medlem af denne orden skal drage ud til hest og i fuld rustning for at opleve eventyr og kæmpe for rettens sag.

## Medvirkende
- Carl Schenstrøm - Don Quixote
- Harald Madsen - Sancho Panza
- Carmen Villa - Lucinda
- Svend Melsing - Cardenio
- Lise Bauditz - Dorothe
- Carl Hillebrandt - Fernando
- Vera Hansen - Don Quixotes søsterdatter
- Agis Winding - Husholdersken
- Christian Schrøder - Præsten
- Regnar Bjelke - Barberen
- Torben Meyer - Samson Carrasco
- Philip Bech - Lucindas Fader
- Vera Lindstrøm - Lucindas Moder
- Fritz Lamprecht - Hertugen
- Clara Schwartz - Hertuginden
- Oscar Stribolt - Slotspræsten
- Lili Lani
- Aage Bendixen
- Aage Redal